# Departament Sprawiedliwości Stanów Zjednoczonych
Departament Sprawiedliwości Stanów Zjednoczonych (ang. United States Department of Justice, DOJ) – resort rządu Stanów Zjednoczonych, którego zadaniem jest zapewnienie prawidłowego funkcjonowania wymiaru sprawiedliwości oraz przestrzegania prawa w Stanach Zjednoczonych. Na jego czele stoi prokurator generalny Stanów Zjednoczonych (ang. Attorney General), który jest członkiem gabinetu prezydenta. Od 2025 roku funkcję tę pełni Pam Bondi.
Resortowi podlegają liczne organy ścigania oraz agencje federalne, takie jak FBI czy DEA. Departament ma jurysdykcję nad publicznymi oraz w mniejszym stopniu również prywatnymi więzieniami. Reprezentuje także Stany Zjednoczone i rząd federalny w sprawach karnych i cywilnych, ale również w procesach związanych z bezpieczeństwem narodowym, prawem podatkowym, prawem handlowym, prawami obywatelskimi oraz ochroną środowiska i zasobów naturalnych. Resort sprawuje również kontrolę nad prokuratorami regionalnymi w każdym z 94 dystryktów sądowych w kraju.
Kongres powołał DOJ do życia 1870 roku za prezydentury Ulyssesa Granta, a na jego czele stanął wtedy Ebenezer Hoar. Nie był jednak pierwszym prokuratorem generalnym (był nim Edmund Randolph), gdyż stanowisko to istniało już od 80 lat, ustanowione na mocy Judiciary Act z 1789 roku.

## Podległe agencje federalne
Departament Sprawiedliwości sprawuje pieczę nad szeregiem służb odpowiedzialnych za egzekwowanie prawa w określonym, zwykle bardzo wąskim zakresie. Formacje te stanowią swego rodzaju wyspecjalizowane jednostki policji, działające jednak w zupełnie odrębnych strukturach, niż konwencjonalne służby mundurowe. Dyrektorzy poszczególnych agencji odpowiadają bezpośrednio przed Prokuratorem Generalnym.
- Bureau of Alcohol, Tobacco, Firearms and Explosives (ATF) – Biuro ds. Alkoholu, Tytoniu, Broni Palnej oraz Materiałów Wybuchowych
- Drug Enforcement Administration (DEA) – Agencja do Walki z Narkotykami
- Federal Bureau of Investigation (FBI) – Federalne Biuro Śledcze
- Federal Bureau of Prisons (BOP) – Federalne Biuro Więziennictwa
- National Institute of Corrections (NIC) – Krajowy Instytut Resocjalizacji
- Office of the Inspector General (OIG) – Biuro Inspektora Generalnego
- United States Marshals Service (USMS).